# Dallara 189
La Dallara 189 è una vettura monoposto a ruote scoperte da competizione costruita dalla Dallara Automobili su commissione della BMS Scuderia Italia, per partecipare al Campionato mondiale di Formula 1 1989.
La 189 è stata la seconda vettura di Formula 1 progettata dalla Dallara, e anche la sua prima vettura a ottenere punti iridati nella massima serie, nonché a salire sul podio.
È caratterizzata da un progetto non molto innovativo, che riprende in parte i concetti espressi sul modello 188 dell'anno prima, tuttavia delle modifiche sono state necessarie per adeguarla ai nuovi regolamenti emanati dalla FIA per il mondiale '89.
La vettura venne condotta in gara da due piloti italiani, il confermato Alessandro Caffi e il navigato Andrea De Cesaris.
In questa maniera la Scuderia Italia schierava una squadra completa poiché l'anno prima corse col solo Caffi.
Da segnalare inoltre l'adozione dei nuovi pneumatici Pirelli Pzero Formula 1, in luogo dei Good Year Eagle F1 adoperati nel 1988.
Ma anche di un motore più potente, ossia il Cosworth DFR che nell'88 era esclusiva della Benetton, anziché il vecchio DFZ.

## Il contesto
La 189 nacque con l'intento di dare continuità al progetto Scuderia Italia, che nel 1987 decise di debuttare nel massimo campionato.
All'insegna della continuità, infatti, la Scuderia Italia commissionò nuovamente il progetto alla Dallara, sulla base del buon lavoro svolto l'anno prima con la 188 (vettura che, pur debuttante, si mostrò più solida e performante di vetture di squadre più quotate come AGS, Ligier, Osella, EuroBrun e Zakspeed).
Infatti questi team si classificarono dietro alla Scuderia Italia (che quell'anno correva con una sola vettura), e il team italiano in griglia di partenza si piazza regolarmente entro i primi venti, con alcuni acuti in top ten, mentre in gara a parte dei ritiri per problemi di affidabilità sfiorò anche la zona punti in alcune gare, particolarmente in Ungheria.
Va poi considerato che la 188 era una profonda evoluzione della Dallara 3087, una vettura di Formula 3000 con cui la Scuderia Italia fu costretta a correre in Brasile perché l'auto di Formula 1 non era ancora pronta.
Nel 1989 invece i telai vennero realizzati in tempo per l'inizio della stagione e già questo fu un grande passo, anche perché erano richiesti telai per due piloti anziché uno, senza contare che la scocca doveva sopportare sollecitazioni più elevate per via della maggior coppia e potenza del nuovo motore, e anche per le modifiche rese necessarie alla cellula di sopravvivenza dato che per regolamento l'abitacolo doveva essere più arretrato.
Tra le altre cose, bisognava costruire una macchina che sapesse sfruttare le nuove gomme Pirelli la quale rientrava in Formula 1 dopo un'assenza di tre anni.
Il vecchio progettista, Sergio Rinland, tornò a lavorare con la Brabham perciò la direzione dei lavori venne affidata a Mario Tollentino.

## Tecnica
La 189 è stata una delle ultime vetture della cosiddetta vecchia scuola, con muso basso e sospensioni anteriori e posteriori pull rod.
Questa soluzione tipica degli anni ottanta, lasciò ben presto spazio alle push rod, introdotte quell'anno da John Barnard sulla Ferrari 640, una vettura molto innovativa ed estrema.
La maggior parte delle squadre però rimasero fedeli ai vecchi canoni compresa la macchina della Dallara, che grazie alle pull rod continuava ad avere un centro di gravità molto basso.
Il nuovo regolamento pensato per macchine con motori aspirati (i turbo vennero banditi), imponeva di migliorare l'ergonomia dei piloti, infatti l'abitacolo venne arretrato.
In questo modo la 189 aveva una parte frontale molto meno tozza e più affusolata rispetto alla 188, anche se il musetto pur sempre molto basso risulta essere leggermente meno appuntito.
Dunque Tollentino non estremizzò la penetrazione aerodinamica come fece Rinland l'anno prima, ma disegnò una macchina più armoniosa soprattutto nella parte frontale.
Per ovviare ai problemi di surriscaldamento della 188, Tollentino disegnò delle pance di dimensioni maggiorate, ora più alte rispetto ai montanti delle ruote anteriori, con bocche d'aerazione di sezione superiore, ma anche più larghe.
In questa maniera la parte frontale e laterale delle pance venne raccordata con una curva molto più dolce e marcata rispetto a quella della vettura dell'anno prima, mentre il tratto finale delle pance concludeva con la solita zona coca-cola anche se nella parte superiore presentava una sorta di allungamento del cofano motore, con l'intento di creare una specie di superficie alare sul corpo vettura e aumentarne la deportanza.
Invece lo scalino sul bordo d'attacco inferiore delle pance assunse dimensioni ancora più generose in modo da limanre ancora di più gli effetti deleteri dello strato limite in quella zona.

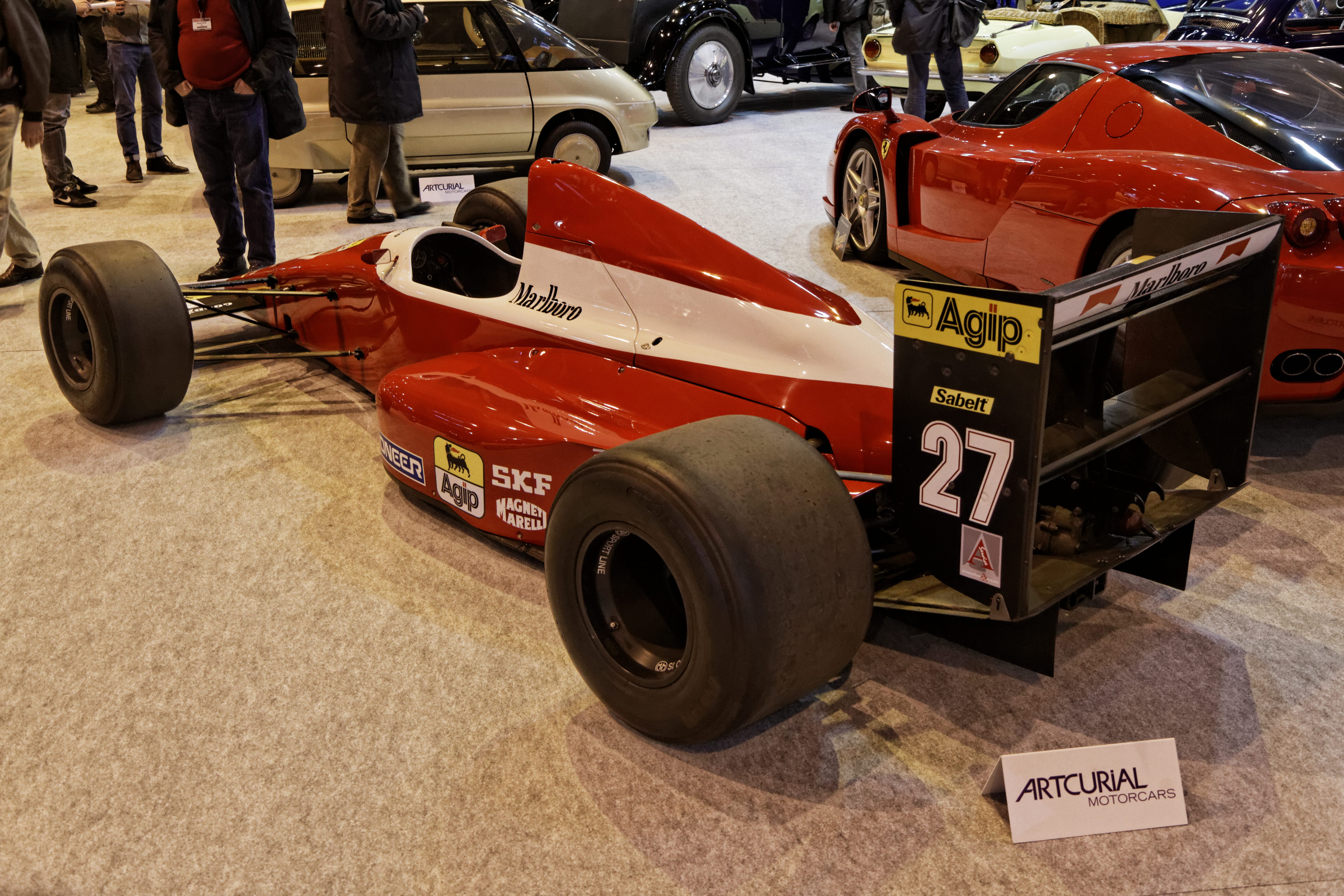
Vista posteriore

Ma le pance, comunque molto basse, non permisero di realizzare un cofano motore abbastanza contenuto, anche perché l'angolo tra le bancate del motore Cosworth era di 90° dunque abbastanza ampio.
Sostanzialmente lo studio aerodinamico, soprattutto per quanto concerne la penetrazione e la resistenza indotta venne un po' sacrificato per ottenere un baricentro quanto più basso possibile.
A differenza dell'anno prima il roll bar e il cofano motore avevano un disegno unico e armonioso, con un airscope di dimensioni molto grandi che si raccordava alla coda dell'auto creando la classica gobba alle spalle del pilota, con una linea molto tesa e poco curvilinea.
Sicuramente interessanti le ali, particolarmente quella anteriore.
Come l'anno precedente era un'ala biplano con doppie paratie. Le bandelle esterne avevano il disegno di un poligono a cinque lati con i due frontali a forma di freccia.
Questa soluzione può essere considerata il primo prototipo delle bandelle delle ali anteriori adottate dalla metà degli anni novanta con forme sempre più complesse.
L'alettone posteriore aveva bandelle molto squadrate e non presentava dimensioni così esasperate come anche il profilo estrattore.

## Risultati

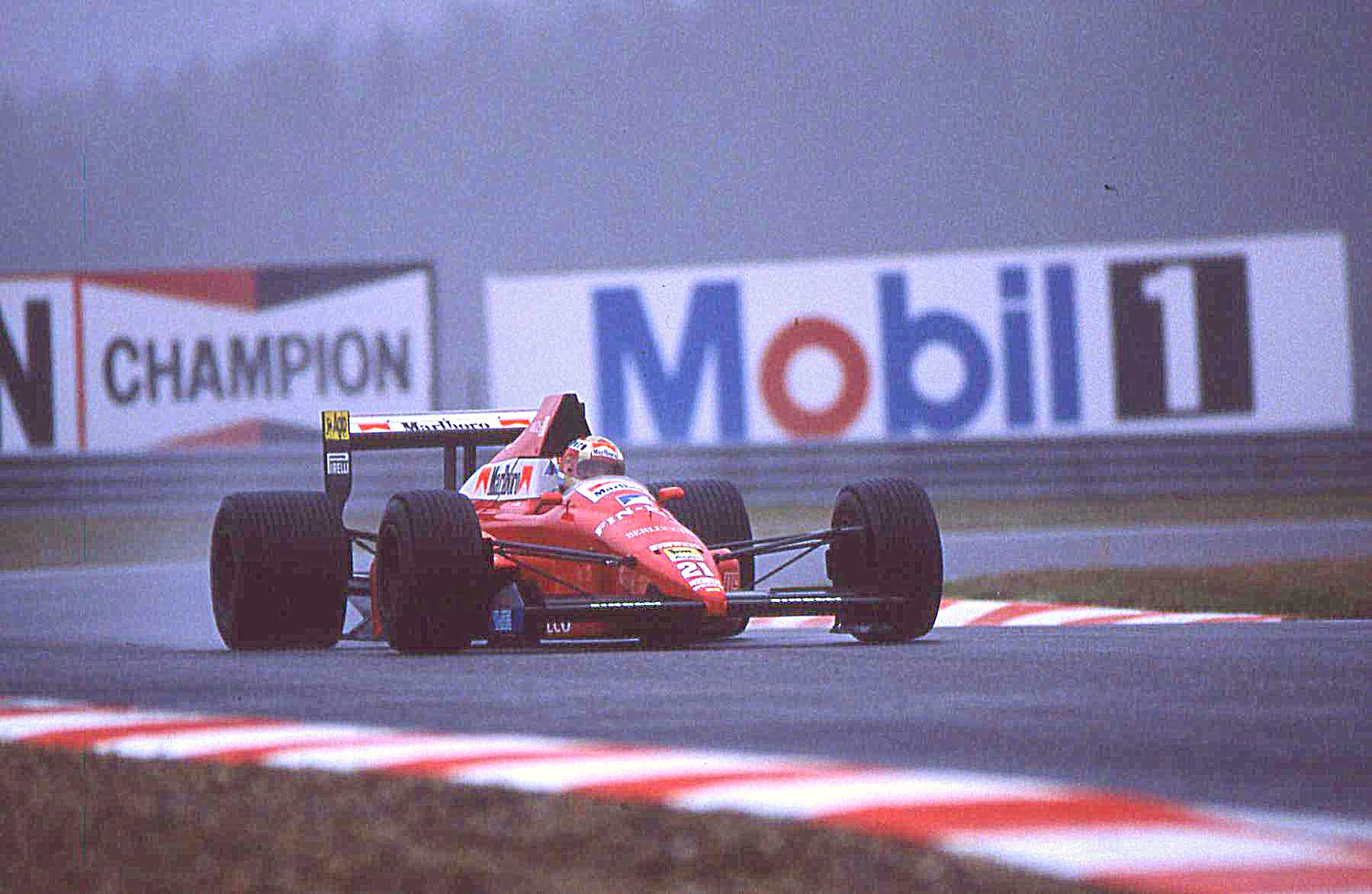
Alex Caffi

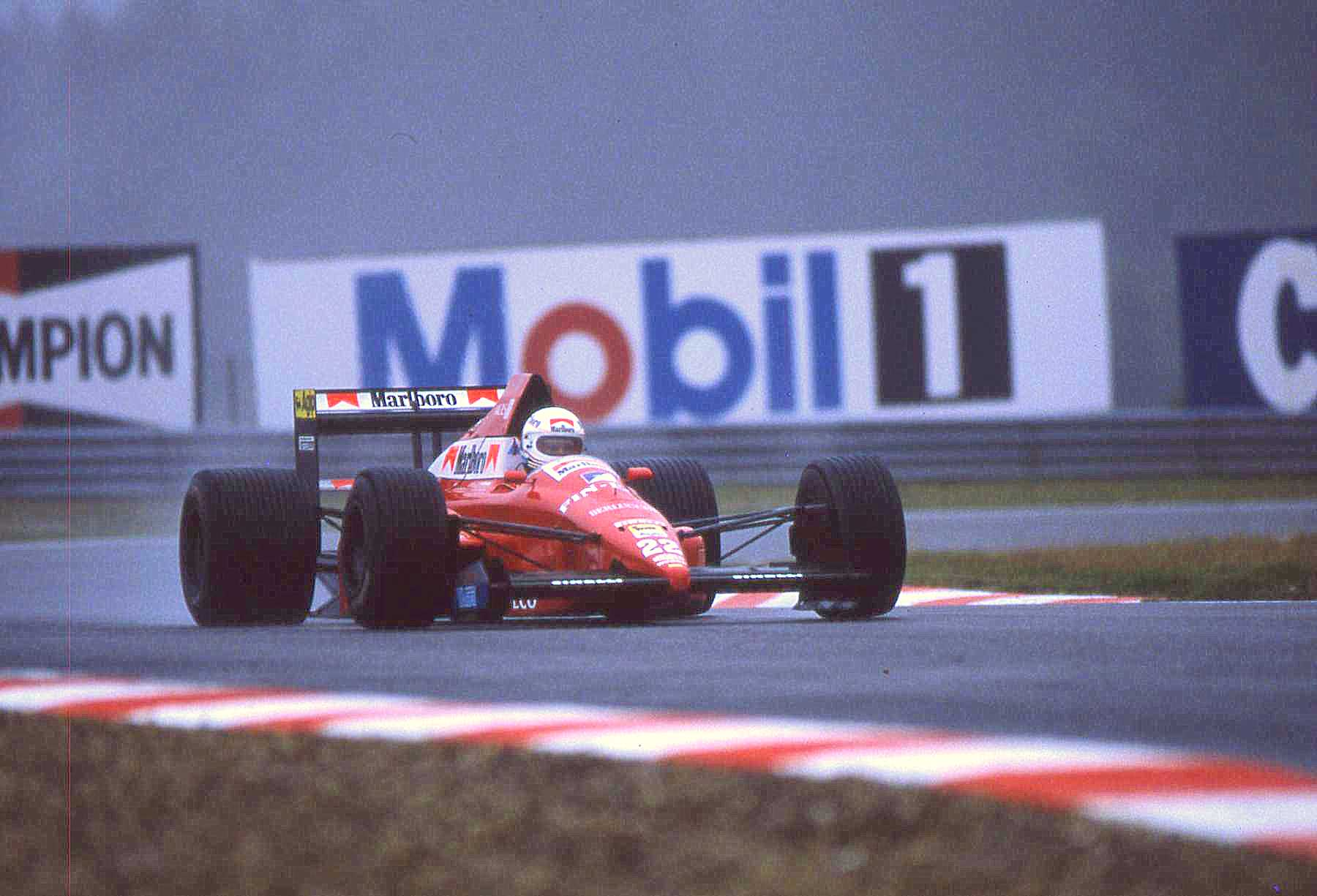
Andrea de Cesaris

Come detto le macchine erano guidate da De Cesaris e Caffi.
I due piloti riuscirono a classificari sempre alle gare salvo tre eccezioni.
Caffi non superò le prequalifiche in Brasile e Gran Bretagna, mentre De Cesaris partecipò alle qualifiche del Gran Premio di Francia ma non si qualificò per prendere parte alla gara.
Mediamente le due vetture si piazzavano entro i primo quindici, ma in più di un'occasione rientravano nella top ten.
I migliori risultati si ebbero in Ungheria quando Caffi partì addirittura 3º dietro Patrese e Senna, mentre De Cesaris non fece mai meglio del 9º piazzamento in prova, risultato ottenuto in occasione del Gran Premio del Canada e d'Australia.
In gara complessivamente si ritirarono tredici volte, il tallone d'Achille risultò essere il motore e anche la frizione, mentre in alcuni casi si verificarono problemi all'impianto elettrico e alla pompa benzina, oppure cedimenti di sospensioni dovuti a dei contatti.
Il resto dei ritiri è dovuto a incidenti, soprattutto quello nel Gran Premio degli Stati Uniti.
In quella gara Caffi arrivò anche in testa alla corsa, posizione che perse quando rientrò ai box per il cambio gomme.
Quando tornò in pista si trovava quinto e si apprestava a doppiare De Cesaris ma i due non si capirono e le vetture entrarono in collisione decretando il ritiro di Caffi, mentre De Cesaris si ritirò a cinque giri dal termine a un passo dalla zona punti per via della rottura della pompa benzina.
I due ottennero quattro punti ciascuno, classificandosi 17º (De Cesaris) e 19º (Caffi) in campionato piloti.
Gli acuti si ebbero a Monaco quando Caffi concluse 4º e in Canada con De Cesaris 3º, che ottenne il primo podio per questo team.
In questo modo la Scuderia Italia ottenne otto punti che le permisero di piazzarsi ottava nel mondiale costruttori, risultando essere la prima tra le vetture gommate Pirelli, e anche la prima squadra italiana dopo la Ferrari che giunse terza.
Quindi nel 1989 sopravanzò anche squadre che sulla carta le erano superiore come Brabham, Minardi e March, e si mise alle spalle le Lola-Lamborghini che utilizzavano motori molto più potenti.